# Федерація хокею Ізраїлю
Федерація хокею Ізраїлю (івр. התאחדות ההוקי קרח הישראלית) — організація, яка займається проведенням на території Ізраїлю змагань з хокею із шайбою. Ізраїльська асоціація хокею і фігурного катання заснована у 1988 році, самостійна Хокейна федерація Ізраїлю заснована у 1994 році. Член ІІХФ з 1 травня 1991 року. У країні 7 клубів, близько 320 гравців (понад 120 з них — дорослі), 4 Палаци спорту. 

## Історія
Перша ковзанка зі штучним льодом, правда, менших розмірів, в Ізраїлі з'явилась у січні 1986 року в передмісті Хайфи на півночі країни. У квітні 1986 року почалися перші заняття під керівництвом канадського інструктора. У травні 1988 року побудована ковзанка стандартних розмірів у місті Бат-Ям, неподалік від Тель-Авіва. Навчання та підготовка місцевих кадрів полегшила поява гравців з колишнього Радянського Союзу, США та Канади. 
Перший чемпіонат ізраїльської ліги відбувся у червні 1990 року. У чемпіонаті беруть участь чотири команди: дві з Тель-Авіва, та по одній із Хайфи та Єрусалиму. Багаторазово змінювалася система чемпіонату і число учасників (від 4 до 7). В наш час[коли?] 5 команд починають чемпіонат з чотирьохколового турніру, а закінчують іграми чотирьох найкращих команд за системою плей-оф. Чемпіони Ізраїлю: ХК «Хайфа» — 1990—1991, 1994, ХК «Бат-Ям» — 1995, «Лайонс Єрусалим» (Єрусалим) — 1996—1997, «Маккабі Амос Лод» — 1998, 2000 і 2004, ХК «Метула» — 1999, ХК «Маалот» — 2000, 2002, 2003. У 1992—1993 роках — чемпіонат не проводився. 
Збірна Ізраїлю перший міжнародний матч провела у сезоні 1989—90 проти канадської команди ООН. 
Найкраще досягнення команди на чемпіонатах світу — 2-ге місце в групі D в 1999. На ЧС збірна виступає з 1992 року в групах C і D. На зимових Олімпійських іграх не виступала. 
Найкращим гравцем ЧС визнавався воротар Є. Гусін (1996). 
Найсильніші гравці Ізраїлю різних років: 
- воротарі: Є. Гусін, Б. Амронін, Л. Генін;
- захисники: О. Оргіл. П. Шиндман, А. Столяр, І. Лі, М. Младенов, М. Блумберг, Р. Оз, Р. Х. Аннау, Д. П. Шинун, Е. Бар-Хама, А. Братковський, Б. Дрессель;
- нападники: Б. Шапіро, Є. Фельдман, О. Агапов, У. Лі, М. Рубін, Сергій Матін, С. Гудзик, Л. Гордон, О. Соболєв, Г. Асса, М. Шахман, М. Глукман, М. Лазар, А. Б. Курі, С. Зак, Б. Пассель.